# Zunfthaus zur Meisen

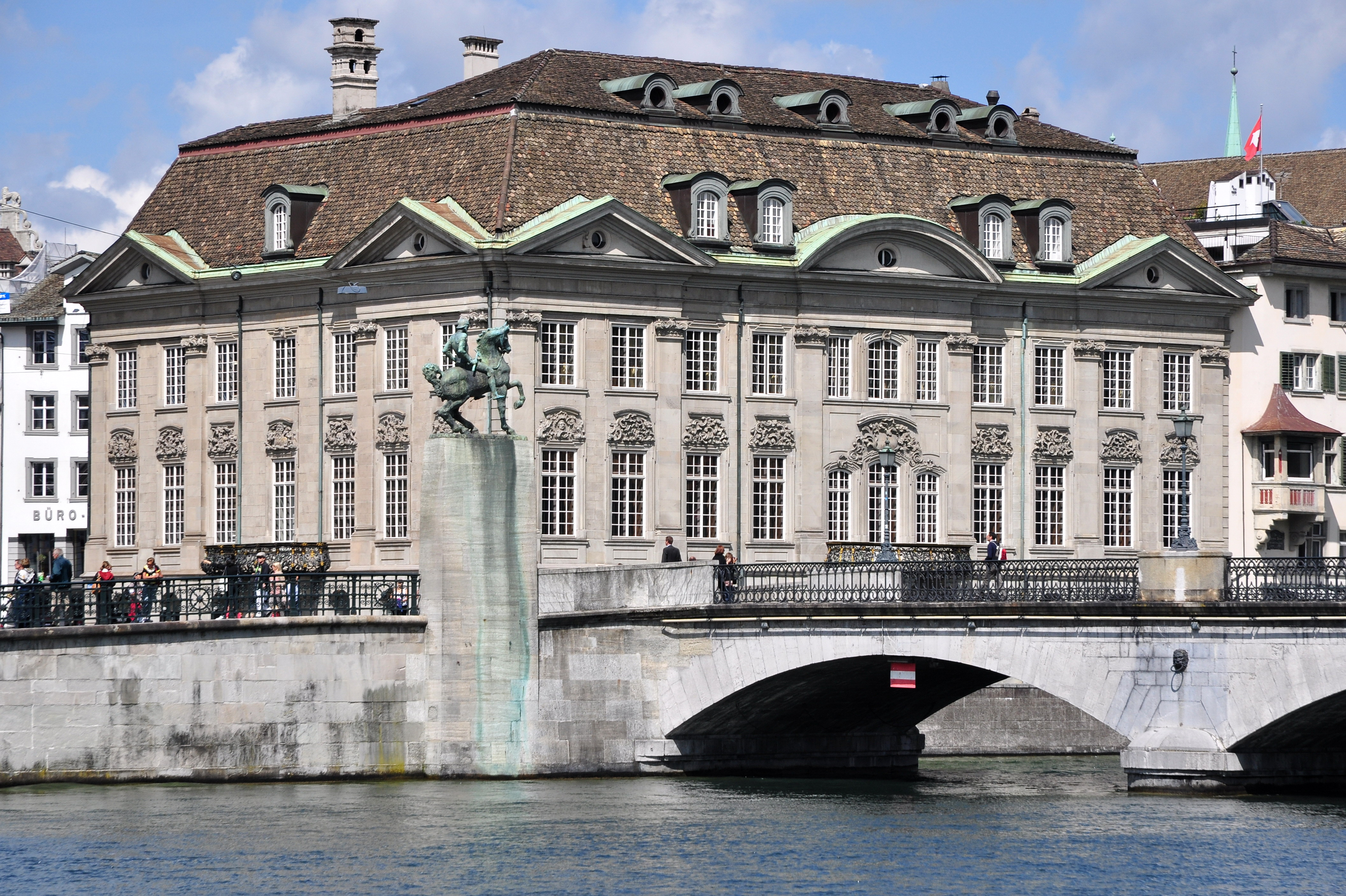
Das Zunfthaus zur Meisen mit der Münsterbrücke im Vordergrund

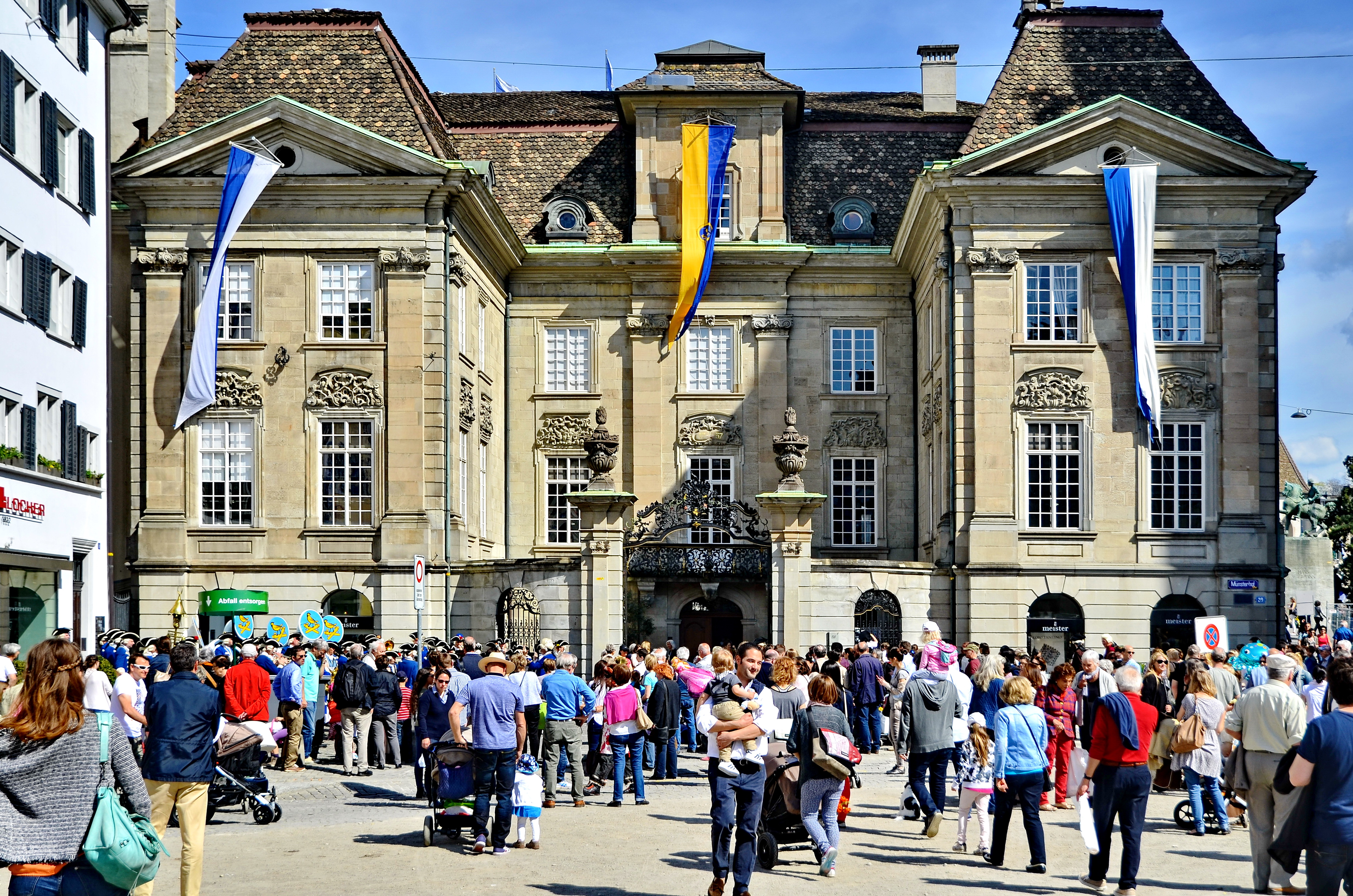
Das Zunfthaus zur Meisen vom Münsterhof aus gesehen

Das Zunfthaus zur Meisen beim Münsterhof ist eines der traditionellen Zunfthäuser in Zürich. Es gehört zu den historisch wertvollsten Gebäuden der Altstadt.

## Geschichte
Das Gebäude wurde 1757 im Stil eines repräsentativen barocken Stadtpalais’ als Versammlungshaus der Zunft zur Meisen am linken Limmatufer erbaut, in unmittelbarer Nachbarschaft des Fraumünsters. Die ursprüngliche «Zunft zum Winlütten» (Gastwirte) besass im Spätmittelalter an der Marktgasse ein Haus. Dieses genügte im 18. Jahrhundert den damaligen Ansprüchen nicht mehr, und so liess die Zunft vom erfahrenen Baumeister David Morf (1700–1773) einen Rokokopalast nach französischem Vorbild erbauen – mit Ehrenhof und elegantem schmiedeeisernen Tor. Besondere Aufmerksamkeit widmeten die Erbauer der Innenausstattung des Repräsentativbaus: Die Deckengemälde stammen von Johann Balthasar Bullinger, die Turmkachelöfen von Leonhard Locher und Hans Jakob Hofmann und die kunstvoll gestalteten Stuckatur-Decken vom Tiroler Meister Johann Schuler. Die Fassade gestaltete 1755 der Bildhauer Franz Ludwig Wind.

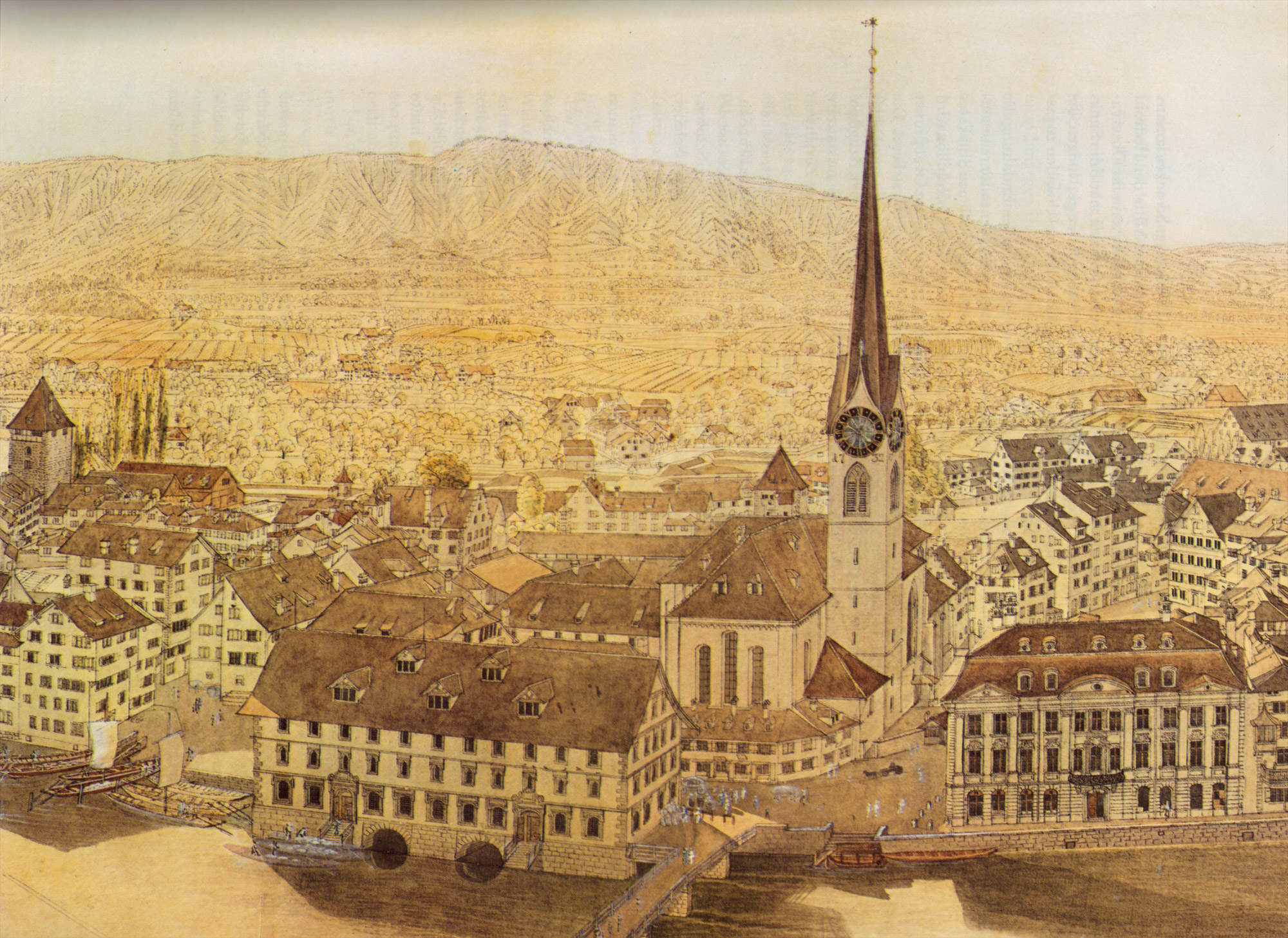
Ansicht des Fraumünsterstifts mit dem Zunfthaus zur Meisen (rechts) und dem alten Kornhaus (links). Aquarell von Franz Schmid (1830), das den Bauzustand von 1757 zeigt.

Die Ursprünge der Urania-Sternwarte gehen auf ein erstes Observatorium auf dem Dach des Zunfthauses zurück. Von diesem Standort aus gelang es der «Astronomischen Kommission» im Jahr 1759 erstmals, die Culminatio solis und damit die exakte Ortsbestimmung der Stadt Zürich auf dem Globus zu berechnen.
Gottfried Keller und Ferdinand Hodler zählten im 19. Jahrhundert zu den prominentesten Gästen des damaligen «Café zur Meisen»; im 20. Jahrhundert logierten Gustav von Schweden, Winston Churchill, Elisabeth II. und Jimmy Carter im Zunfthaus zur Meisen. Im Gebäude befindet sich auch heute noch ein Gastronomiebetrieb der gehobenen Preisklasse.
Bis Mitte April 2018 beherbergte das Zunfthaus die Porzellan- und Fayencensammlung des Schweizerischen Nationalmuseums. Seit 2019 ist diese wieder im Landesmuseum Zürich zu sehen.

## Bilder

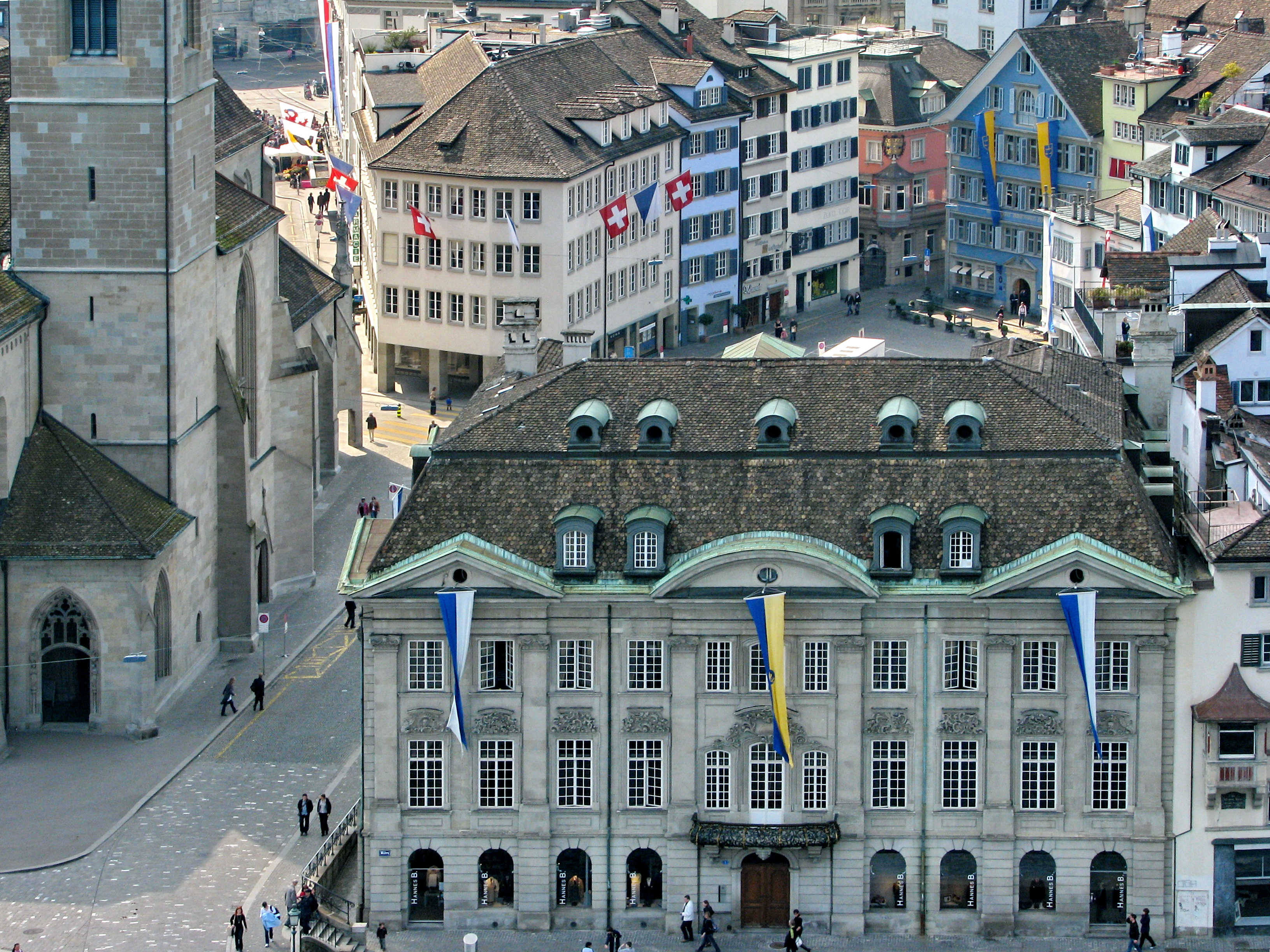
Zunfthaus zur Meisen vom Karlsturm des Grossmünsters gesehen
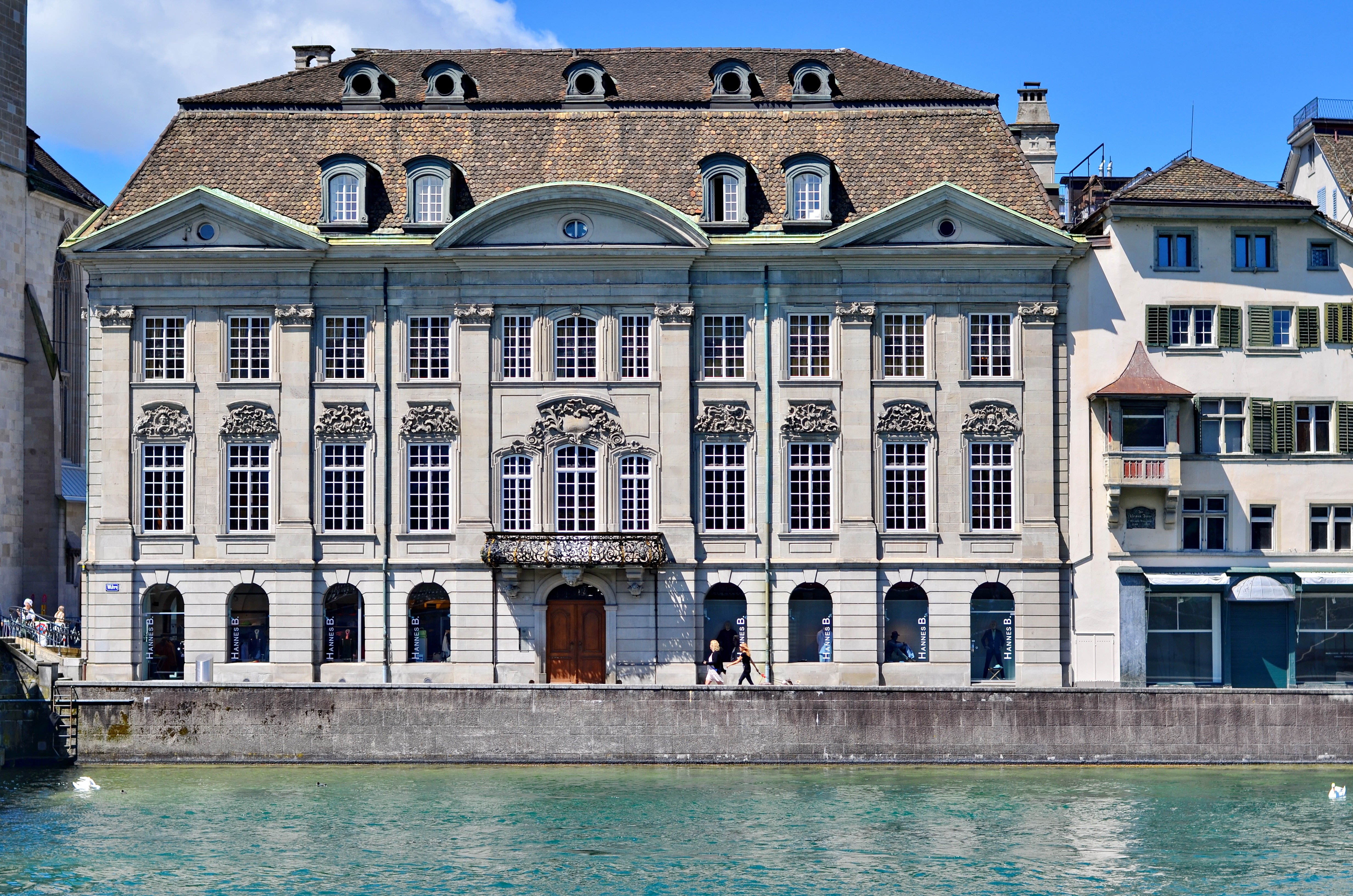
Zunfthaus zur Meisen, Ansicht von der Limmatseite
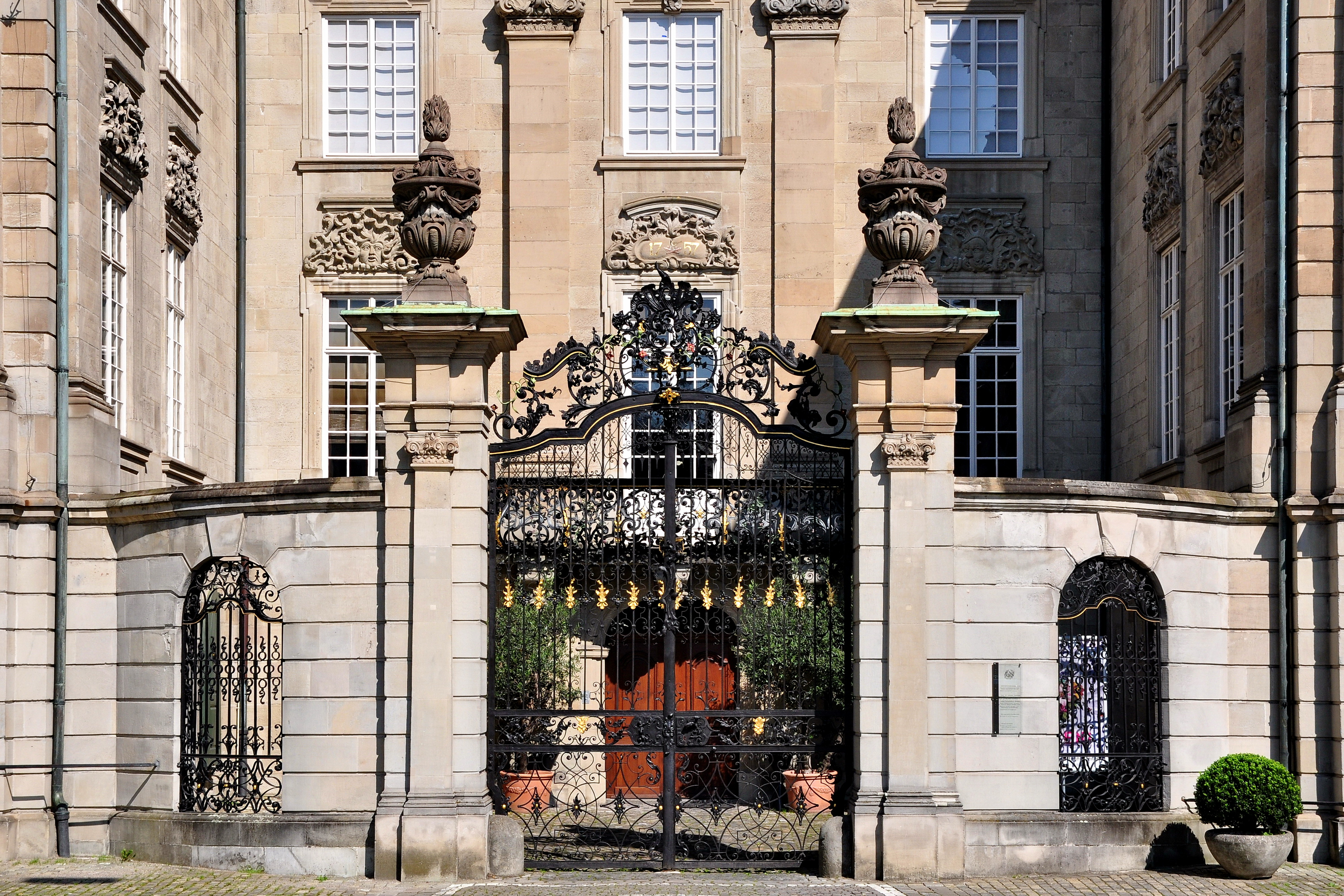
Ehrenhof und schmiedeeisernes Tor des Zunfthauses zur Meisen